# Jacques Laffite
Jacques-Henri Sabin Laffite (* 21. listopadu 1943, Paříž, Francie) je bývalý francouzský automobilový závodník a pilot Formule 1. Šampionátu formule 1 se účastnil v letech 1974 až 1986. Nyní působí jako komentátor přímých přenosů závodů na TF1.

## Kariéra ve Formuli 1
Poprvé ve formuli 1 startoval v roce 1974 v týmu Franka Williamse v týmu Iso Malboro, bez úspěchů. V následujícím roce 1975 se mu podařilo získat druhé místo v Grand Prix Německa. Po sezoně se rozhodl přestoupit do nového francouzského týmu Ligier a tak v roce 1976, kdy tým do závodů postavil jen jeden vůz, získal 20 bodů a celkově se umístil na 7. místě. V roce 1977 při Grand Prix Švédska získal své první vítězství. Celkem získal 18. bodů a 10. místo v celkovém pořadí v této sezoně. V následujícím roce 1978 se dvakrát dostal na stupeň vítězů. Získal 19. bodů a celkově se umístil na 8. místě. Sezona 1979 byla úspěšná, podařilo se mu vyhrát první dva závody sezony a dočasně se dostal do čela tabulky. V následujících závodech jeho vůz nedovedl konkurovat silnějšímu Ferrari. Celkově skončil čtvrtý se 36 body. V roce 1980 se jeho stájovým kolegou stal Didier Pironi, který se mu dokázal vyrovnat. Celkově získal 34 bodů a opět byl čtvrtý. Následující rok 1981 byl jeho nejúspěšnější, získal 44 bodů a na konci sezony bojoval i o titul. Nakonec skončil na 4. místě, ale podařilo se mu porazit týmové kolegy Patricka Tambaye, Jeana-Pierra Jariera a Jeana-Pierra Jabouille. V roce 1982 se nedařilo a proto v roce 1983 přesídlil po sedmiletém angažmá v Ligieru do Williamsu a získal 11 bodů. Ročník 1984 ve Williamsu nepřinesl úspěch. Za celý rok bodoval jenom dvakrát. Jeho týmovým kolegou se stal Keke Rosberg. Po neúspěchu se v roce 1985 vrací k týmu Ligier. Několikrát se umístil na stupních vítězů. S 16 body se zařadil na deváté místo. Rok 1986 začal velmi dobře. Bodoval z prvních osmi závodů pětkrát a získal 14 bodů. Pak ale přišla osudová Grand Prix Velké Británie ve které havaroval a kvůli zranění musel vynechat zbytek sezóny. V roce 1987 se pokoušel o návrat, ale kondice nebyla nejlepší, proto ukončil kariéru ve formuli 1.